# La mejor generación
La mejor generación es un programa de televisión de entretenimiento presentado por Lara Álvarez y producido por Gestmusic para su emisión en Telecinco desde el 8 de enero de 2024. El objetivo del concurso es enfrentar a diferentes generaciones entre sí a través de la canción y el baile con el objetivo de encontrar, como el título del programa indica, a la mejor generación de todas.

## Formato
El objetivo del concurso es enfrentar a diferentes generaciones entre sí a través de la canción y el baile con el objetivo de encontrar, como el título del proyecto indica, a la mejor generación de todas. La mecánica de 'La mejor generación', señalar que cada grupo de cantantes está capitaneado por un humorista y apoyado por una grada de 33 personas. El primer equipo se llama 'Vinilos' y tienen a David Fernández como capitán de grada. En cada programa hay tres rondas de actuaciones y los artistas van acumulando puntos después de que las gradas voten a sus actuaciones preferidas. El más votado gana el Disco de Oro, que se convierte en dinero para una organización benéfica.

## Equipo

### Presentadora
| Presentadora | Información | Logo de Telecinco |
| Presentadora | Información | 2024              |
| ------------ | ----------- | ----------------- |
| Lara Álvarez | Periodista  |                   |

### Concursantes
| Concursante     | Información          | Generación | Logo de Telecinco |
| Concursante     | Información          | Generación | 2024              |
| --------------- | -------------------- | ---------- | ----------------- |
| Marta Sánchez   | Cantante             | Vinilo     |                   |
| Pablo Carbonell | Cantante y actor     | Vinilo     |                   |
| Sole Giménez    | Cantante             | Vinilo     |                   |
| Roko            | Cantante             | Cassette   |                   |
| Aníbal Gómez    | Cantante y humorista | Cassette   |                   |
| Melody          | Cantante             | Cassette   |                   |
| Marta Sango     | Cantante y actriz    | Streamer   |                   |
| Maverick López  | Cantante             | Streamer   |                   |
| Izan Llunas     | Cantante             | Streamer   |                   |

### Capitanes de equipo
| Capitán          | Información           | Generación | Logo de Telecinco |
| Capitán          | Información           | Generación | 2024              |
| ---------------- | --------------------- | ---------- | ----------------- |
| David Fernández  | Actor y humorista     | Vinilo     |                   |
| Ana Morgade      | Actriz y presentadora | Cassette   |                   |
| Esperansa Grasia | Influencer            | Streamer   |                   |

## Episodios y audiencias
| Temporada | Temporada | Episodios | Estreno            | Final               | Audiencia media | Audiencia media | Audiencia media |
| Temporada | Temporada | Episodios | Estreno            | Final               | Espectadores    | Share           |                 |
| --------- | --------- | --------- | ------------------ | ------------------- | --------------- | --------------- | --------------- |
|           | 1         | 3         | 8 de enero de 2024 | 22 de enero de 2024 | 629 000*        | 7,6%*           |                 |

### Temporada 1 (2024)
| Episodio | Fecha de emisión | Audiencia      |
| -------- | ---------------- | -------------- |
| 1        | 08/01/2024       | 742 000 (8,7%) |
| 2        | 15/01/2024       | 515 000 (6,5%) |
| 3        | 22/01/2024       | 405 000 (4,7%) |